# Praia (football)
Pour les articles homonymes, voir Praia.
Clemente Rodríguez Crista, plus communément appelé Praia, est un footballeur portugais né le 1er septembre 1947 à Matosinhos et mort le 16 janvier 2013. Il joue au poste d'ailier droit.

## Biographie
Né à Matosinhos, Praia commence sa carrière junior au Leixões SC en 1962. Il évolue dans les équipes de jeunes jusqu'à ce qu'il rejoigne l'équipe première en 1965.
En 1968, Praia rejoint le Benfica Lisbonne. Pendant ses trois années au club, il fait 23 apparitions en championnat et marque 3 buts. Il est sacré Champion du Portugal lors de saisons 1968-1969 et 1970-1971 et remporte deux Coupes du Portugal en 1969 et 1970.
Après son passage à Benfica, il rejoint le Vitória Setúbal en 1971 où il joue deux saisons. Il joue cinq matchs pour aucun but marqué en Coupe des villes de foire/Coupe UEFA durant son passage.
Il fait ensuite un bref passage au FC Barreirense pour la saison 1973-1974, marquant 2 buts en 12 apparitions.
Praia continue sa carrière en jouant pour le Boavista FC entre 1974 et 1975. Il remporte une Coupe du Portugal en 1975. Après une période intermédiaire au Varzim SC en 1975-1976 où il marque un but en une seule apparition, il revient à Boavista pour une saison.
Il termine sa carrière en jouant pour le CD Montijo, le FC Barreirense et enfin le SC Palmelense, où il joue jusqu'à la fin de la saison 1982-1983.

## Palmarès
Benfica Lisbonne
- Championnat du Portugal (2) :
  - Champion : 1968-1969 et 1970-1971.

- Coupe du Portugal (2) :
  - Vainqueur : 1968-1969 et 1969-1970.

 Boavista FC
- Coupe du Portugal (1) :
  - Vainqueur : 1974-1975.